# XIII Парный легион
XIII Парный легион (лат. Legio XIII Gemina Pia Fidelis) — римский легион, сформированный Юлием Цезарем в 57 году до н. э. Просуществовал до начала V века. Символ легиона — лев.

## Основание
Существует две теории основания легиона.
Самая распространённая говорит о том, что легион создан Цезарем в 57 году до н. э. для участия в войнах в Галлии. При создании не получил наименования, а свой когномен Gemina («Парный») получил позже, примерно в 41 году до н. э., когда Октавиан, призвал под свои знамёна ветеранов нескольких легионов Цезаря.
Вторая, менее вероятная, но которую поддерживал, однако, Моммзен, гласит, что легион создан Октавианом в 6 году до н. э. для участия в войне в Паннонии, причём сразу получил название Gemina, поскольку был получен путём соединения с каким-то другим легионом. Против этой теории тот факт, что именно солдаты XIII легиона, согласно Ливию, сопровождали Цезаря при его переходе через Рубикон в 49 году до н. э.

## Боевой путь
Первым сражением, в котором участвовал легион, была битва на Сабисе (современная река Самбра, Фландрия, Франция — Бельгия), в которой войска Цезаря выступили против троекратно превышающих их сил нервиев в начале 57 году до н. э. Битва закончилась блестящей победой римлян.
Возможно, что легион участвовал в осадах Герговии (современный Клермон, Франция) и Алезии (современный Ализ-Сент-Рен, Франция).
Утром 10 января 49 года до н. э. Цезарь вместе с этим легионом (по Светонию: с когортой этого легиона) перешёл Рубикон и начал гражданскую войну против Помпея.
Во время гражданской войны легион сражался на стороне Цезаря в битве при Диррахии (современный Дуррес, Албания) и при Фарсале (современная Фарсала, Греция), а также принимал участие в Африканской кампании Цезаря, сражаясь при Тапсе (современный Рас-Димас, Тунис).
В 45 году до н. э. Цезарь распустил легион, расселив ветеранов в окрестностях Спелло (Италия).
Октавиан сформировал легион вновь в 41 году до н. э., соединив в нём ветеранов нескольких легионов Цезаря и дав ему наименование Gemina.
После победы при Акции Октавиан отправил легион в Галлию, а позже, в 16 году до н. э., перевёл его в Бурн (современное Кистанье, Хорватия). В 15 году до н. э. легион стоял лагерем в Эмоне (современная Любляна, Словения) под командованием Тиберия. В то же время подразделения легиона побывали в Новиомаге (современный Неймеген, Нидерланды).
В 6 году принимал участие в походе Тиберия против маркоманов.
В 9 году после трагедии в Тевтобургском Лесу легион был переведён в Августу Винделику (современный Аугсбург, Германия), а затем, в 16 году, — в Виндониссу (современный Виндиш, Швейцария).
Во времена Клавдия легион размещался в Поетовио (современный Птуй, Словения).
В 69 году легион поддержал Отона и сражался на его стороне в битве при Бедриаке, где был разбит V легионом. Вителлий возвращает легион на Дунай, однако он в составе армии Веспасиана возвращается в Италию и на этот раз оказывается среди победителей в битве при Кремоне.
В 70 году участвует в подавлении Батавского восстания в составе сил Цериалиса.
В 88 году в составе сил Теттия выступает против даков.
Домициан в 89 году переводит легион в Виндобону (современная Вена, Австрия).
В 92-93 годах участвует в войне Домициана против сарматов.
С 106 года по 268 год стоит лагерем в Апуле (современная Алба-Юлия, Румыния).
В 115—117 годах части легиона участвуют в парфянской кампании Траяна, а в 160-х годах — в кампании Луция Вера.
Подразделение легиона принимает участие в подавлении восстания Бар-Кохбы в 132—136 годах.
Во времена Коммода находится под командованием Клодия Альбина и действует против сарматов.
Подразделение легиона сражалось на стороне Септимия Севера против Песценния Нигера в битве при Иссе (Исс, современная Турция).
В конце III века легион встал лагерем в Ретиарии (современный Арчар, Болгария).
В 295—296 годах часть легиона приняла участие в египетской кампании Диоклетиана. По окончании войны Диоклетиан оставил подразделение легиона совместно с такими же подразделениями легионов Legio II Flavia Constantia и Legio III Diocletiana в Вавилоне Египетском (современный Каир) в качестве гарнизона.
Когда и за что легионом получен титул Pia Fidelis («Преданный и верный») — неизвестно. Однако такой титул появляется в надписях времён Адриана.
В начале V века находился в Вавилоне Египетском. Дальнейшая судьба неизвестна.